# Western (literatura)

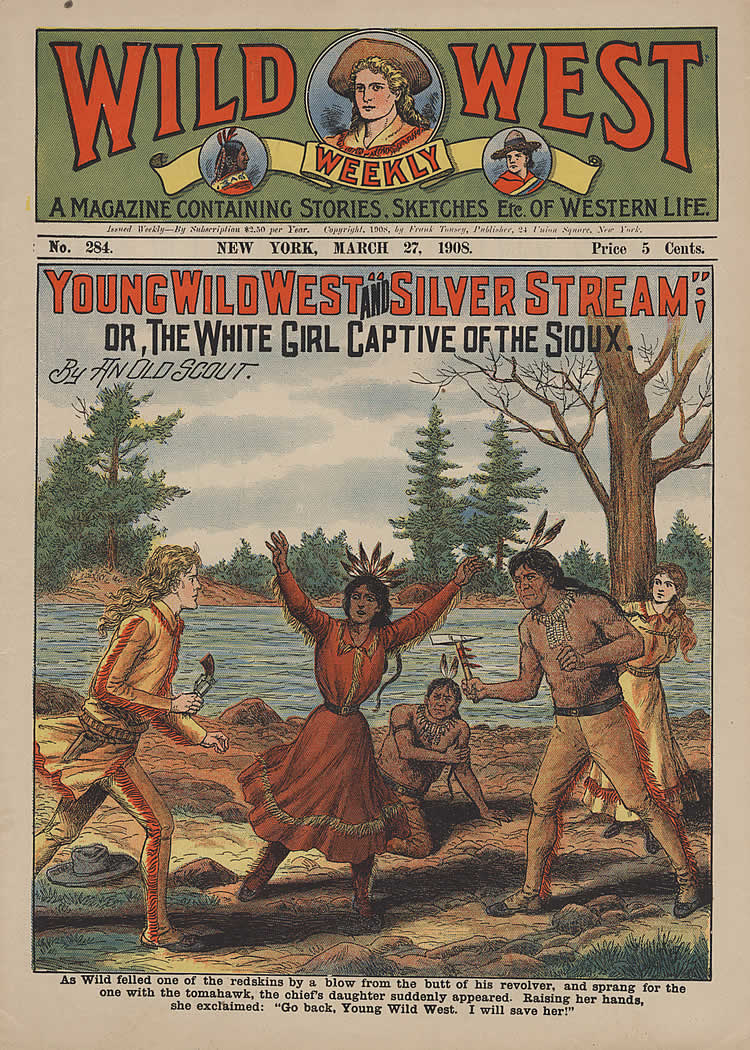
Okładka z amerykańskiego magazynu literackiego (1908)

Western – gatunek literacki, obejmujący utwory awanturniczo-przygodowe, których akcja toczy się na zachodnim pograniczu dawnych Stanów Zjednoczonych (zwykle na zachód od rzeki Missisipi), czyli tak zwanym Dzikim Zachodzie, w drugiej połowie XIX wieku.
Literatura typu western zwykle ma formę powieści awanturniczej, opowiadania, rzadziej sztuki scenicznej. Western narodził się w literaturze amerykańskiej. W Ameryce ma też najwięcej twórców i czytelników. Istnieje jednak też spora grupa pisarzy nie-amerykańskich piszących w tym gatunku. Największą popularnością literatura western cieszyła się w latach sześćdziesiątych XX wieku, pod wpływem popularnych wówczas seriali telewizyjnych typu western, takich jak Bonanza.

## Historia literatury typu western

### Geneza westernu
Utwory typu western często nawiązywały do klasycznej romantycznej literatury amerykańskiej z I połowy XIX wieku, a szczególnie do twórczości Jamesa Feminore Coopera. Autor ten w latach 1823–1841 opublikował cykl powieści Pięcioksiąg przygód Sokolego Oka, w której stworzył romantyczną epopeję amerykańskiego osadnictwa, będącą jednocześnie powieścią przygodową. Powieści Coopera zainspirowały późniejszych twórców westernu, choć powstawały w czasach, gdy zachodnia granica Stanów Zjednoczonych opierała się na górach Appalachach. Akcja późniejszych westernów toczyła się zwykle na zachód od rzeki Missisipi.

### Początki westernu
Western narodził się jako tania literatura rozrywkowa. Pierwsze westerny, były przeważnie tanimi powieściami przygodowymi, drukowanymi na kiepskim papierze, przeznaczonymi dla masowego czytelnika (tzw. literatura wagonowa). Rzadko odznaczały się większymi walorami literackimi. Ich akcja toczyła się na dzikim zachodzie, tematem były przygody traperów, banitów, rewolwerowców, kowbojów, stróżów prawa, którzy zamieszkiwali te niespokojne regiony. Charakterystyczne było to, że wiele z tych powieści opisywało fikcyjne perypetie autentycznych ludzi, żyjących w tych czasach, takich jak Buffalo Bill, Jesse James, Wyatt Earp, czy Calamity Jane.
Mimo niskiej oceny literatury westernowej przez krytyków literackich, była ona powszechnie czytana co spowodowało, że opowieści te zaczęły się ukazywać w magazynach literackich. Pod koniec XIX wieku popularność tej literatury przekroczyła granice Stanów Zjednoczonych i wkrótce utwory western zaczęły powstawać także w Europie. Najbardziej znanym tego typu przykładem jest twórczość niemieckiego pisarza Karola Maya, którzy stworzył cykl powieści o przygodach białego trapera Old Shatterhanda i jego czerwonoskórego przyjaciela – Apacza Winnetou.

### Western w XX wieku
W pierwszej połowie XX wieku popularnością cieszyli się tacy pisarze jak Owen Wister, autor powieści Wirgińczyk (1902) oraz Zane Grey, twórca m.in. Jeźdźców purpurowego stepu (1912). W latach dwudziestych popularne opowiadania tworzył m.in. Max Brand. Był to okres większego zainteresowania literaturą western, które spowodowane było produkcją coraz większej liczby filmów typu western.
W późniejszym okresie popularność w tej dziedzinie literatury zdobyli Ernest Haycox, Walter van Tillburg, A.B. Guthrie, Jack Schaefer, Louis L’Amour, Ray Hogan.
Upowszechnienie telewizji w latach sześćdziesiątych oraz pojawienie się pierwszych seriali telewizyjnych typu western, spowodowało nie tylko wzrost poczytności westernów-książek, ale także pojawienie się westernów-komiksów.
W latach siedemdziesiątych i osiemdziesiątych, oprócz wspomnianego wyżej Louisa L'Amor, popularnością cieszyła się twórczość takich pisarzy jak George G. Gilman, Larry McMurtry, Cormac McCarthy, Elmer Kelton, Marlin Durham.

### Literatura western w Polsce
Pierwszym pisarzem polskim uprawiającym literaturę typu western był Henryk Sienkiewicz. Pisarz ten podczas swojej podróży do Stanów Zjednoczonych zetknął się nie tylko z życiem mieszkańców zachodniego pogranicza tego kraju, ale także z wczesną literaturą western, o czym wspominał w swoich Listach z podróży do Ameryki drukowanych na łamach Gazety Polskiej. Sienkiewicz opublikował trzy nowele typu western: Komedia z pomyłek (1878), Przez stepy (1879) i W krainie złota (1881), późniejsze dokonania pisarza na polu literatury przyćmiły jednak jego sławę jako autora westernu.
W późniejszym okresie literatura western w Polsce miała zwykle formę literatury przygodowej przeznaczonej dla dzieci i młodzieży. Po II wojnie światowej książki o Indianach pisał Sat-Okh (Stanisław Supłatowicz).
W 1959 roku Alfred Szklarski opublikował powieść dla młodzieży Tomek na wojennej ścieżce, będącej częścią cyklu o przygodach Tomka Wilmowskiego, której akcję umieścił na Dzikim Zachodzie. Wkrótce potem wraz z żoną Krystyną opublikował trylogię Złoto Gór Czarnych (1974–1979).
W 1970 roku Adam Bahdaj opublikował powieść Czarne sombrero.
W latach 1976–1981 Longin Jan Okoń stworzył trylogię indiańską, której bohaterem był Polak Ryszard Kos. Na trylogię składały się powieści Tecumseh (1976), Czerwonoskóry generał (1978) i Śladami Tecumseha (1980). W 1986 roku Okoń opublikował powieść Płonąca preria.
Bardzo płodnym autorem polskiego westernu był powieściopisarz Wiesław Wernic. Był on autorem obszernej sagi traperskiej, która ukazywała się w latach 1965–1990. Głównymi jej bohaterami byli doktor Jan – lekarz oraz jego przyjaciel – traper Karol Gordon. Cykl liczy 20 tomów, m.in. Tropy wiodą przez prerię (1965), Szeryf z Fort Benton (1966), Na południe od Rio Grande (1975), Ucieczka z Wichita Falls (1976), Złe miasto (1990).